# 阿利亚特市镇
阿利亚特市镇（俄语：Муниципальное образование «Аляты»）是俄罗斯联邦伊尔库茨克州阿拉尔区所属的一个市镇。其下辖有6个居民点，行政中心为阿利亚特。据2016年统计，该市镇的人口为833人。